# Кузнецова Ганна Романівна
Га́нна Рома́нівна Кузнецо́ва, до шлюбу Тара́сова (1924 — ?) — радянська військова медикиня часів Другої світової війни, нагороджена медаллю імені Флоренс Найтінгейл (1967).

## Життєпис
Народилась у селі Кічигіно, нині — присілок у складі Родомановського сільського поселення Гагарінського району Смоленської області Росії. Зростала і навчалась у м. Москва.
З початком німецько-радянської війни добровільно звернулась до Сокольницького РВК м. Москви, звідки, після закінчення чотиримісячних курсів сандружинниць, направлена санінструкторкою 1-го Сокольницького робітничого батальйону 9-го стрілецького полку 5-ї Московської стрілецької дивізії народного ополчення. Брала участь в обороні Москви.
У 1942 році — санінструкторка 42-го окремого загороджувального загону 39-ї армії Калінінського фронту. 15 грудня 1942 року в бою, виносячи з поля бою пораненого командира, отримала осколкове поранення у стегно і контузію.
Після одужання продовжила військову службу хірургічною сестрою 218-го окремого медико-санітарного батальйону 178-ї стрілецької дивізії.
Всього за роки війни старшина медичної служби Г. Р. Тарасова особисто надала медичну допомогу і винесла з поля бою 125 поранених бійців і командирів з їх особистою зброєю.
Після закінчення війни демобілізувалась, повернулась у Москву. З відзнакою закінчила курси медичних сестер Червоного Хреста, працювала старшою медичною сестрою фізіотерапевтичного відділення одного з лікувальних закладів м. Москва.

## Нагороди
У 1967 році удостоєна почесної нагороди Міжнародного комітету Червоного Хреста — медаллю імені Флоренс Найтінгейл.
Нагороджена орденом Вітчизняної війни 1-го ступеня (11.03.1985), двома орденами Червоної Зірки (1943, …) і медалями, у тому числі «За трудову доблесть».